# Karlsbad, Baden-Württemberg
Karlsbad är en kommun i Landkreis Karlsruhe i regionen Mittlerer Oberrhein i Regierungsbezirk Karlsruhe i förbundslandet Baden-Württemberg i Tyskland.
Kommunen bildades 1 september 1971 genom en sammanslagning av kommunerna Auerbach, Ittersbach, Langensteinbach, Mutschelbach och Spielberg.